# Antoine Bertier
Pour les articles homonymes, voir Berthier.
Antoine Bertier, dit "de Roville" est un homme politique lorrain né le 24 septembre 1761 à Nancy (Meurthe) et décédé le 4 décembre 1854 à Roville-devant-Bayon (Meurthe).

## Biographie
Fils d'un négociant de Nancy, il part étudier le commerce en Hollande puis à Hambourg, puis s'implante dans la colonie française de Saint-Domingue. Il y bâtit en huit ans un patrimoine de 400.000 francs et revient en France en 1789 avec 15.000 francs. Il acquiert en Lorraine le vaste domaine de Roville, aujourd'hui sur la commune de Roville-devant-Bayon, entre Épinal et Nancy, et investit le meilleur de sa vie à en faire une ferme florissante, en y important les innovations agricoles d'alors. Le domaine devient une des premières fermes modernes de Haute-Lorraine, une région naturellement difficile à l'agriculture.
Cependant, l'Indépendance d'Haïti et la saisie des plantations par le nouvel État cause la perte de son capital laissé sur l'île, sauf ce qu'Haïti rembourse aux colons expropriés quelques années plus tard. Bertier n'en éprouva nulle rancune, selon sa biographie par Camille Viox, déclarant "qu'on l'avait voulu, et qu'on aurait dû s'y attendre" ; "L'abolition de l'esclavage était à ses yeux l'unique moyen de concilier tous les droits et tous les intérêts." 
Officier de la garde nationale de Nancy, juge de paix, il participe activement à la vie politique de la Lorraine. Il est député de la Meurthe en 1815, pendant les Cent-Jours, votant avec les libéraux. Antoine Bertier, comme moult de son temps, appartenait à un courant de gauche progressiste mêlant conservatisme et humanisme chrétiens, socialisme simonien et libéralisme hérité des Lumières. Il se rapproche en cela de Napoléon III, auquel il est pourtant un opposant. Il est notamment ami proche d'Antoine Viox, homme de gauche exilé en Belgique jusqu'à la chute de l'Empire en 1871.
Son petit-fils, Georges Bertier, fondateur de l'École des Roches, est plus tard proche du Sillon, mouvement œuvrant à concilier les catholiques français avec la IIIe République.

## Sources
- « Antoine Bertier », dans Adolphe Robert et Gaston Cougny, Dictionnaire des parlementaires français, Edgar Bourloton, 1889-1891 [détail de l’édition]
- "Vie d'Antoine Bertier, de Roville", par Camille Viox, dans l'Encyclopédia Gallica.